# Осички (Подільський район)
Осички́ — село Савранської селищної громади у Подільському районі Одеської області в Україні. Населення становить 2531 осіб.

## Історія
Імовірно, що час заснування села — початок XVIII ст. Відомо, що у 1753 р. в с. Осички була побудована дерев'яна церква і освячена на честь св. Миколая Чудотворця. В Центральному державному історичному архіві у м. Києві (ЦДІА у м. Києві) зберігається «Метрическая книга церкви с. Николая с. Осички» за 1765—1801 роки.
До складу сучасного села входить також колишнє село Станіславчик, яке також мало свою церкву — Свято-Преображенську. В ЦДІА у м. Києві зберігається також «Метрическая книга села Станиславчик» за 1762—1811 роки.
У XVIII ст. с. Осички належало князям Любомирським. З архівних документів відомо, що у 1798 р. с. Осички проживало 167 осіб, с. Станіслачик — 51 особа.
25 липня 1798 р., за указом імператора Павла І, село Осички було передано в довічне і спадкове володіння графу Івану Петровичу Салтикову. Невдовзі граф продав свої села (в тому числі і Осички, і Станіславчик) графині Ржевуській.
Після польського повстання, у 1831 р. володіння Ржевуських були конфісковані і у 1837 р. віднесені до військових поселень. Після ліквідації військових поселень (у 1865—1866 рр.) с. Осички перейшло у відання Міністерства державного майна.
У 1897 р. в с. Осички була відкрита школа для дівчаток, а згодом і училище від Міністерства народної освіти.
Наприкінці XIX ст. священиком Св.-Преображенської церкви був Олександр Сорочинський.
Під час організованого радянською владою Голодомору 1932—1933 років померло щонайменше 78 жителів села.
Колишній орган місцевого самоврядування — Осичківська сільська рада.
12 червня 2020 року, відповідно до Розпорядження Кабінету Міністрів України від № 724-р «Про визначення адміністративних центрів та затвердження територій територіальних громад Одеської області», увійшло до складу Савранської селищної територіальної громади.
17 липня 2020 року, в результаті адміністративно-територіальної реформи і ліквідації Савранського району, село увійшло до складу новоутвореного Подільського району Одеської області.

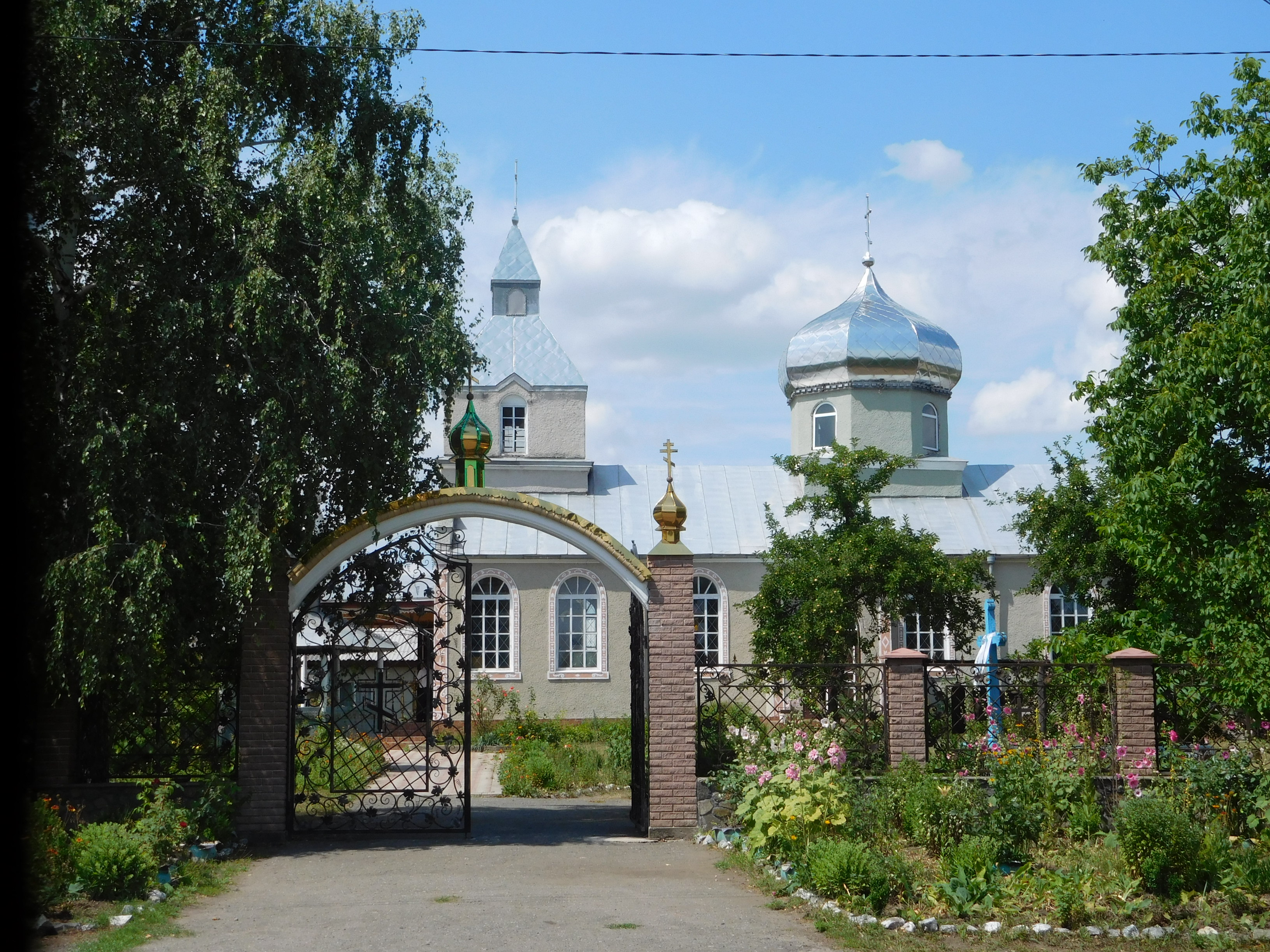
Преображенська церква
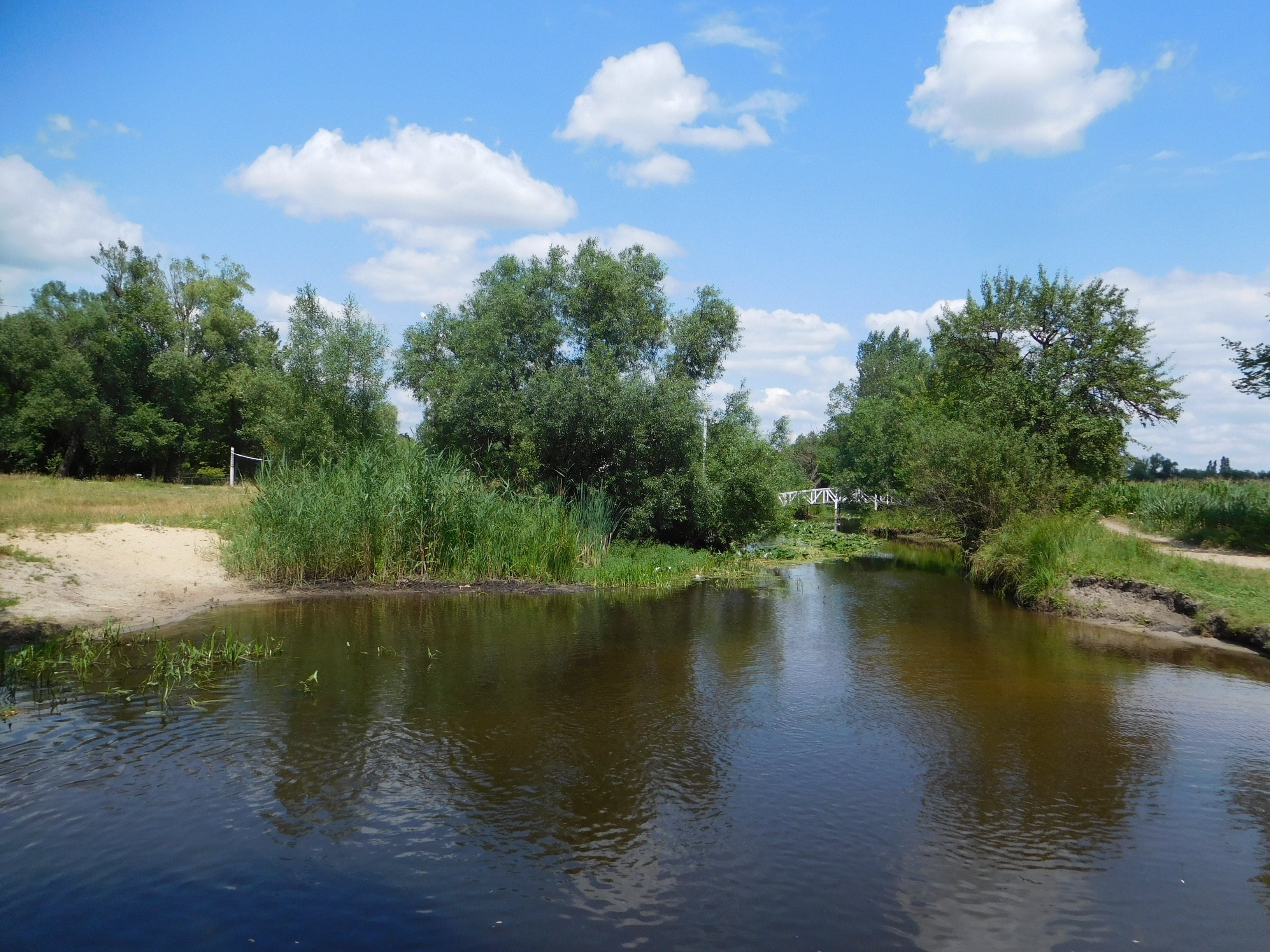
Пляж на річці Саврань
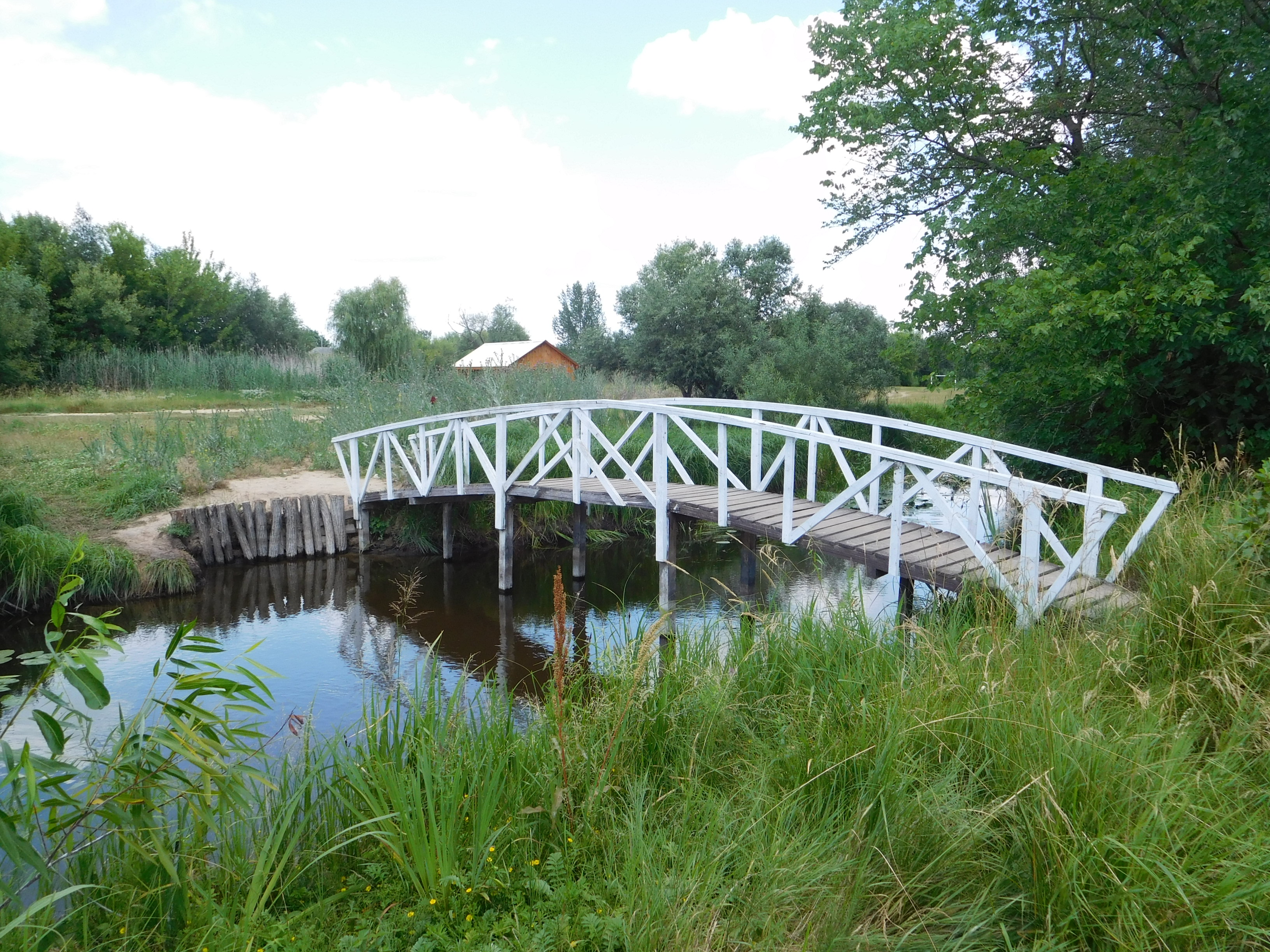
Місточок через річку Саврань
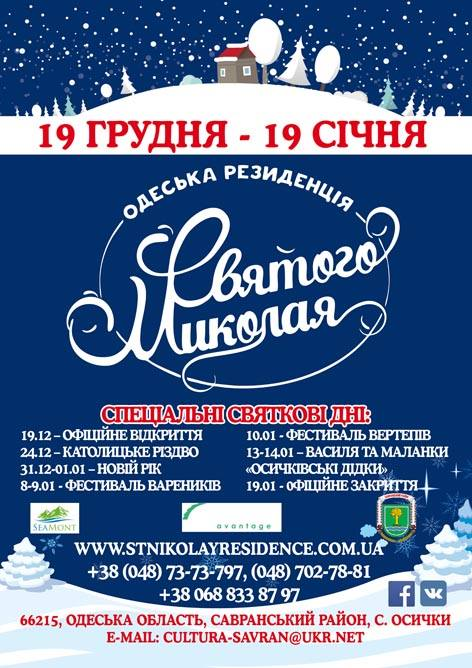
Банер Резиденції Святого Миколая
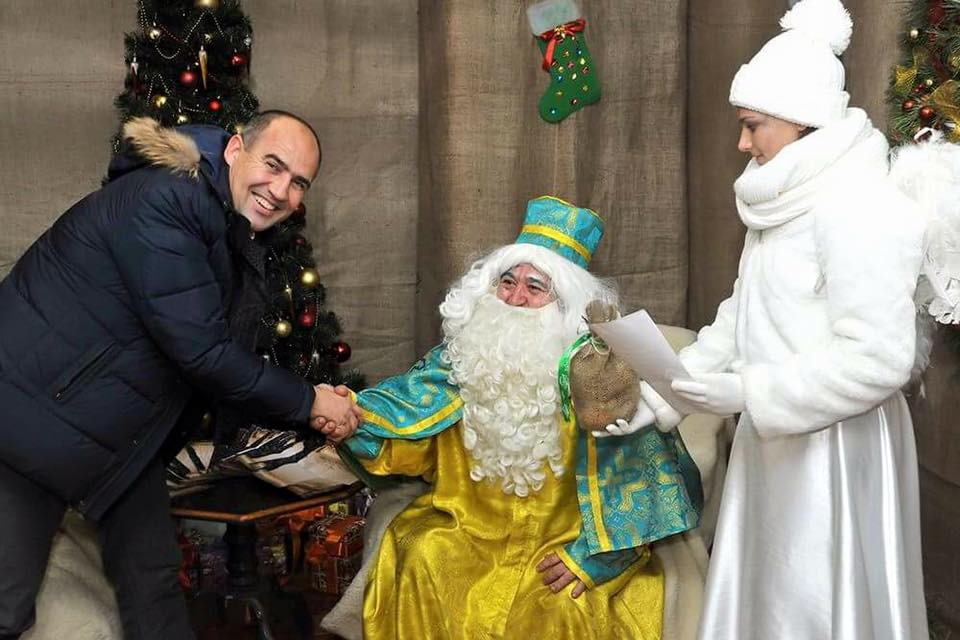
Резиденція Святого Миколая
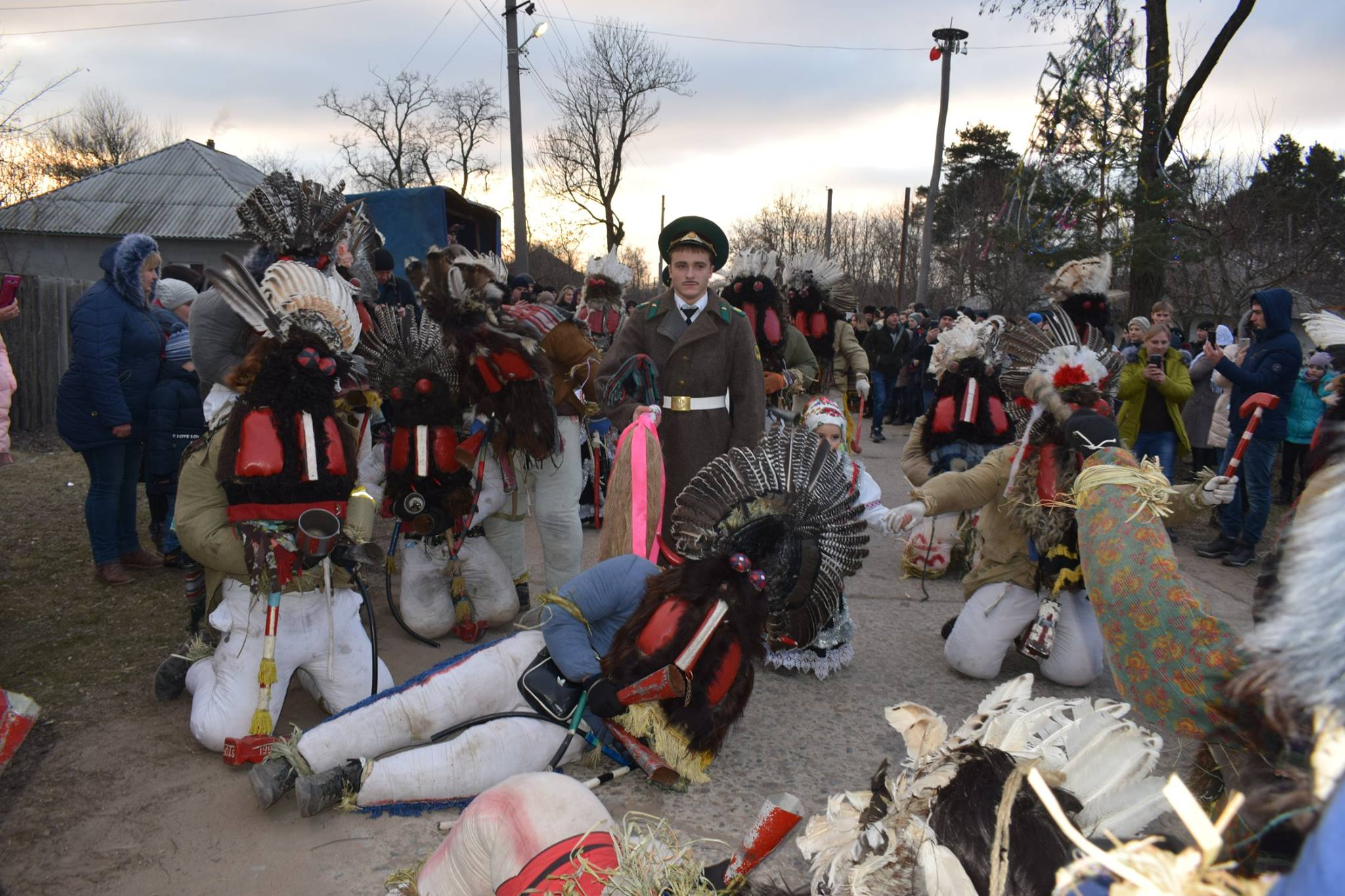
Святкування Маланки

## Населення
- 1897 — 2067

Згідно з переписом УРСР 1989 року чисельність наявного населення села становила 2511 осіб, з яких 1079 чоловіків та 1432 жінки.
За переписом населення України 2001 року в селі мешкало 2509 осіб.

### Мова
Розподіл населення за рідною мовою за даними перепису 2001 року:
| Мова       | Відсоток |
| ---------- | -------- |
| українська | 98,54 %  |
| російська  | 1,15 %   |
| вірменська | 0,20 %   |
| молдовська | 0,08 %   |

## Відомі люди
- Білецька Ольга Валеріївна — український історик.
- Гончарук Василь Михайлович (1983—2016) — старший матрос Збройних сил України, учасник російсько-української війни.
- Майданюк Андрій Владиславович (1988-2014) — молодший сержант Збройних сил України, учасник російсько-української війни.
- Шевчук Василь Іванович (7.01.1952, с. Олександрівка Ширяєвського р-ну) У 1978 році закінчив Одеський державний університет імені І. І. Мечникова за спеціальністю «Історія та суспільствознавство». Працював учителем історії, директором Осичківської середньої школи. З 1985 року по 2002 рік працював викладачем історії України Котовського медичного училища, у 2002 році призначений методистом цього ж училища. Неодноразово нагороджувався Почесними грамотами органів управління освітою та охорони здоров'я. Має педагогічне звання «Викладач-методист», знак «Відмінник освіти України».